# Dystrykt Faro
Dystrykt Faro (port. Distrito de Faro) – najbardziej wysunięty na południe dystrykt w Portugalii. Stolicą jest miasto Faro. Znajduje się w regionie Algarve, którego granice pokrywają się z granicami dystryktu. Dystrykt zamieszkuje 395 308 osób, gęstość zaludnienia wynosi 80 os./km², a powierzchnia to 4 960 km².

## W jego skład wchodzi 16gmin
- Albufeira
- Alcoutim
- Aljezur
- Castro Marim
- Faro
- Lagoa
- Lagos
- Loulé
- Monchique
- Olhão
- Portimão
- São Brás de Alportel
- Silves
- Tavira
- Vila do Bispo
- Vila Real de Santo António